# Староганнівка
Старога́ннівка (в давнину — Ганнівка) — село в Україні, у Попельнастівській сільській громаді Олександрійського району Кіровоградської області. Населення становить 44 особи.

## Назва
19 вересня 2024 року Верховна Рада підтримала перейменування села Першотравневе на Староганнівка. 26 вересня 2024 року перейменування набуло чинності.

## Населення
Згідно з переписом УРСР 1989 року чисельність наявного населення села становила 55 осіб, з яких 21 чоловік та 34 жінки.
За переписом населення України 2001 року в селі мешкало 76 осіб.

### Мова
Розподіл населення за рідною мовою за даними перепису 2001 року:
| Мова       | Відсоток |
| ---------- | -------- |
| українська | 82,89 %  |
| російська  | 15,79 %  |
| білоруська | 1,32 %   |